# Aira uniaristata
Aira uniaristata är en gräsart som beskrevs av Antonio José Cavanilles. Aira uniaristata ingår i släktet småtåtlar, och familjen gräs. Inga underarter finns listade i Catalogue of Life.